# Balssia
Balssia is een geslacht van kreeftachtigen uit de klasse van de Malacostraca (hogere kreeftachtigen).

## Soorten
- Balssia antipodarum Bruce, 2004
- Balssia gasti (Balss, 1921)
- Balssia noeli Bruce, 1998